# Вукић
Вукић је српско и хрватско презиме, патроним настало од имена Вук. То је само по себи деминутив, што значи "мали Вук". Може се односити на:
- Адела Бер Вукић (1888–1966), југословенска сликарка
- Милан Вукић (рођен 1942), босански шаховски велемајстор
- Звонимир Вукић (рођен 1979), српски фудбалер